# Aloys Hennes

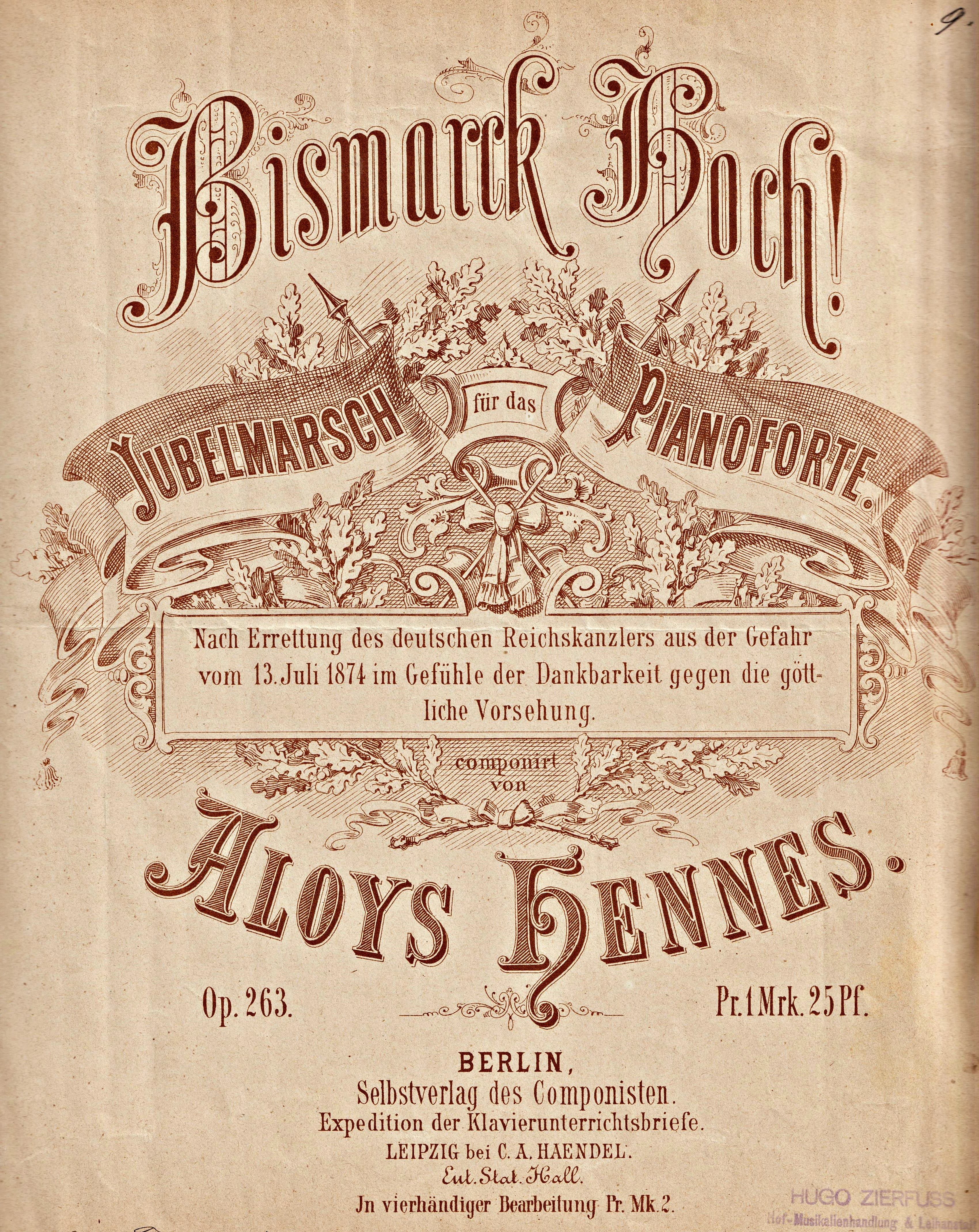
Notenblatt, 1874, Marsch von Aloys Hennes zum Gedenken an das gescheiterte Bismarck-Attentat in Bad Kissingen.

Aloys Hennes (* 8. September 1827 in Aachen; † 8. Juni 1889 in Berlin) war ein deutscher Pianist und Komponist.

## Leben
Hennes war Schüler von Ferdinand Hiller und Carl Reinecke. Er wurde Klavierlehrer unter anderem in Wiesbaden und 1872 in Berlin. Ab 1881 war er als Lehrer am Konservatorium von Xaver Scharwenka in Berlin tätig. Bekannt wurde er vor allem durch seine lehrreichen Klavierunterrichtsbriefe, die zunächst im Selbstverlag und später in gebundener Form als Buch erschienen. Diese Unterrichtsbriefe wurden zum Beispiel auch in die englische Sprache übersetzt, die Herausgabe der deutschen Fassung wurde nach seinem Tod vom Musikverlag Breitkopf & Härtel fortgeführt. Nach Angaben der Deutschen Nationalbibliothek komponierte er rund 400 Musikstücke.
Seine Tochter Therese Hennes, geboren 1861 in Wiesbaden, wurde ebenfalls Pianistin und galt als Wunderkind, doch war ihr in der damaligen patriarchalischen Gesellschaft ein musikalischer Erfolg versagt.
Hennes ist auch der Autor des ältesten Wanderführers für die Umgebung Berlins, „100 Nachmittags-Ausflüge in die Umgegend von Berlin“ 1879. Er beschrieb Kurzausflüge in die nähere, damals noch unbebaute Umgebung der Stadt, die durch die 1877 vollendete Ringbahn leicht erreichbar wurden (Oberspreegebiet, Grunewald, Potsdamer Havelgebiet, Havelgebiet um die Jungfernheide/Tegeler See und „Seitentouren“). „Das Buch, mit Lust und Liebe angefertigt, erfreute sich bald großer Verbreitung. ... Der Vater der eigentlichen Wegweiser für die Mark.“ Ein Jahr später folgten „32 Ausflüge in die weitere Umgegend von Berlin (Biesenthal, Eberswalde, Chorin, Oderberg, Freienwalde und Buckow)“ nach. Nach Hennes‘ Tod wurden alle Bände unter dem Titel „200 Ausflüge in die Umgegend von Berlin“ (1896) vereinigt. Dieses Werk, später in „Straube’s Märkisches Wanderbuch“ umbenannt und mehrfach bearbeitet, erlebte bis 1929 unter verschiedenen Bearbeitern 28 Auflagen.

## Veröffentlichungen (Auswahl)
- Frühlingslust. Salon-Mazurka, Op. 17, Mainz 1858[6]
- Klavier-Unterrichts-Briefe. Eine neue und praktisch bewährte Lehrmethode in fünf Cursen von den ersten Anfangsgründen bis zum Studium der größeren Etüden von Bertini, Czerny und der leichteren Sonaten von Haydn, Mozart und Clementi. Breitkopf & Härtel, Leipzig ab 1870.
- 100 Nachmittags-Ausflüge in die Umgegend von Berlin mit Bezeichnung der Wege und Benennung der jetzigen Verkehrsmittel. Selbstverlag, Berlin 1879; 2., gänzlich umgearb. Auflage bei F. & P. Lehmann, Berlin, 1884, 3. Auflage 1888 unter dem Titel 150 Ausflüge in die Umgegend von Berlin[7]; ab der 20. Auflage neu bearbeitet von Reinhold Heere als 200 Ausflüge in die Umgegend von Berlin bei Union Deutsche Verlagsgesellschaft, Stuttgart, Berlin, Leipzig 1896; ab der 21. Auflage als Straube's Märkisches Wanderbuch (jetzt in vier Einzelbänden) neu bearbeitet und vermehrt von Dr. Gustav Albrecht im Geographischen Institut und Landkarten-Verlag Jul. Straube 1904; letzte (28.) Auflage in zwei Bänden im gleichen Verlag 1929[8]
- 32 Ausflüge in die weitere Umgegend von Berlin (Biesenthal, Eberswalde, Chorin, Oderberg, Freienwalde und Buckow), Selbstverlag, Berlin 1880
- Station Hundekehle als Ausgangspunkt für 30 Grunewald-Ausflüge. Mit genauer Bezeichnung der Wege und als Ergänzung der „Hundert Nachmittagsausflüge“. Selbstverlag 1881 (Die „Station Hundekehle“ heißt heute Bahnhof Berlin-Grunewald.)[9]